# Seznam indijskih plesalcev
Seznam indijskih plesalcev.

## B
- Birju Maharaj

## K
- Kelucharan Mohapatra

## M
- Mallika Sarabhai

## P
- Protima Bedi

## R
- Raja in Radha Reddy

## S
- Sudha Chandran